# Peraleda del Zaucejo
Peraleda del Zaucejo – gmina w Hiszpanii, w prowincji Badajoz, w Estramadurze, o powierzchni 163,65 km². W 2011 roku gmina liczyła 612 mieszkańców.